# Bifa (Cameroun)
Pour les articles homonymes, voir Bifa.
Bifa est un village du Cameroun situé dans la région du Sud et le département de l'Océan, sur la route qui relie Akom II à Kribi. Il fait partie de la commune de Niété.

## Population
En 1967, la population était de 214 habitants, principalement des Boulou. Lors du recensement de 2005, on y dénombrait 188 personnes.

## Biodiversité
Distylodon sonkeanum, une plante endémique du Cameroun et en danger critique d'extinction, a été localisée dans le village de Bifa. Relativement rare, une autre orchidée, Chamaeangis spiralis, y a également été observée.